# Cherie Lunghi
Cherie Mary Lunghi (Nottingham, 4 de abril de 1952) es una actriz británica, conocida por actuar en una gran cantidad de series de televisión en Inglaterra. Logró notoriedad tras interpretar a Guinevere en la película de 1981 Excalibur y por su papel como Gabriella Benson en la serie de televisión The Manageress. Es la madre de la actriz Nathalie Lunghi.

## Filmografía

### Cine
| Año  | Título                                    | Rol             |
| ---- | ----------------------------------------- | --------------- |
| 1980 | Diversion                                 | Erica           |
| 1981 | Excalibur                                 | Guinevere       |
| 1985 | King David                                | Michal          |
| 1985 | Lying Still                               |                 |
| 1985 | Parker                                    | Jenny Parker    |
| 1986 | The Mission                               | Carlotta        |
| 1986 | Letters to an Unknown Lover               | Helene          |
| 1988 | Intrigue                                  | Adriana         |
| 1988 | To Kill a Priest                          | Halina          |
| 1990 | Ransom                                    | Claire Stein    |
| 1993 | Silent Cries / Guests of the Emperor      | Audrey          |
| 1994 | Mary Shelley's Frankenstein               | Madre de Víctor |
| 1995 | Jack and Sarah                            | Anna            |
| 1997 | An Alan Smithee Film: Burn Hollywood Burn | Myrna Smithee   |
| 2001 | Back to the Secret Garden                 | Mary Craven     |
| 2004 | Viper in the Fist                         | Señora Chilton  |
| 2011 | Love's Kitchen                            | Margaret        |